# Fédération nationale des pompiers du Grand-Duché de Luxembourg
La fédération nationale des pompiers du Grand-Duché de Luxembourg (en luxembourgeois : Pomjeesfederatioun) est une fédération créée en 1883 par des corps de sapeurs-pompiers volontaires, regroupant aujourd'hui toutes les amicales volontaires, professionnels et d'entreprises du Grand-Duché, qui forment le Corps grand-ducal d'incendie et de secours depuis 2018.

## Historique
Liste des présidents :
1. Président Edouard Metz (1882 – 1890)
2. Président Gustave de Marie (1890 – 1919)
3. Président Léon Metz (1919 – 1928)
4. Président Henri Funck-Reding (1928 – 1951)
5. Président Henri Funck-Metzler (1951 – 1966)
6. Président Henri Funck-Delvaux (1966 – 1991)
7. Président Marcel Back (1991 – 2000)
8. Président Nicolas Strotz (2000 – 2003)
9. Président Jean-Pierre Hein (2004 – 2011)
10. Président Marc Mamer (2012 -     ).

## Description
La forme juridique est celle d'une association sans but lucratif.
La FNP gérait l'école nationale du service d'incendie et de sauvetage à Niederfeulen via convention signée en 2010 avec le ministère de l'Intérieur et à la Grande Région jusqu’au 30 juin 2018.
Elle représente les pompiers auprès des instances  étatiques.
Les amicales des CIS et GIS qui constituent la fédération nationale sont regroupés en 5 fédérations régionales.
La fédération est dirigée par un comité exécutif composé comme suit :
- le président fédéral ;
- cinq vice-présidents ;
- le secrétaire général ;
- le trésorier général.